# Lis Møller
 Der er flere personer med dette navn, se Lis Møller (litteraturhistoriker).
Lis Møller f. Olesen (22. december 1918 i København – 24. september 1983 i Ordrup) var en dansk journalist og politiker, der repræsenterede Det Konservative Folkeparti.
Hun var datter af fuldmægtig Johan Frederik Gotschalk og husbestyrerinde Kirsten Olesen. Adoptivdatter af grosserer Hans Marinus Jacobsen og hustru Alma Jacobsen. Gift 28. februar 1942 på Københavns Rådhus med senere folketingsmedlem og finansminister Poul Møller (1919-1997). Mor til Per Stig Møller.
Lis Møller blev uddannet som journalist på de konservative aviser i Holbæk og Sorø og var senere ansat på Nationaltidende og Dagens Nyheder. I 1949 blev hun programsekretær i Danmarks Radio, fra 1956 tilknyttet TV. Hun var kendt for en række interviewprogrammer i radio og tv, som behandlede sociale emner, herunder enlige mødre, narkotikaproblemer og psykisk syge. Ved flere lejligheder gav hendes programmer anledning til nye lovgivningsinitiativer for at afhjælpe de problemer, hendes programmer havde afdækket. I 1974 modtog Lis Møller den største danske radiopris Christian Kryger-prisen.
Hun var medlem af Folketinget 1966-1973 og igen fra 1981 til sin død. Som folketingsmedlem markerede hun sig navnlig som konservativ socialordfører, ind imellem i opposition til sin eget parti, som ikke delte hendes positive syn på bl.a. Christiania og BZ-bevægelsen. Hun stod dog for et klassisk konservativt synspunkt i den forstand, at hun gik meget ind for at socialpolitikken skulle bygge på hjælp til selvhjælp og i betoningen af frivilligt socialt arbejdes væsentlige rolle i den sociale problemløsning. Hun var selv initiativtager til flere væsentlige private sociale organisationer, bl.a. Boligfonden for Enlige Mødre og Danske Daginstitutioner.
Hun er begravet på Bispebjerg Kirkegård.

## Hæder
- 1967: PH-prisen
- 1972: Ejnar Friis-Hansens Fonds Hæderspris
- 1974: Christian Kryger-prisen
- 1976: Ridder af Dannebrog
- 1978: Den Berlingske Hæderspris
- 1978: Birgit Saabyes Mindelegat
- 1979: Udnævnt til æres-håndværker af Haandværkerforeningen